# 巢湖学院
巢湖学院，是位于安徽省合肥市巢湖市的一所全日制普通本科院校。

## 校史
- 学院前身是创建于1977年秋的安徽师范大学巢湖专科班。
- 1979年1月更名为巢湖地区教师进修学校。
- 1983年2月设立巢湖师范专科学校。
- 2002年4月升格为本科院校，并更名为巢湖学院。

## 师资
学校现有教职工861人，其中副高以上职称238人，硕士以上学位706人。皖江学者特聘教授1人，安徽省教学团队8个，安徽省教学名师9人，安徽省教坛新秀19人，安徽省学术和技术带头人及后备人选3人，安徽省高校学科拔尖人才1人。

## 学科
学校现设有40个本科专业，26个专科专业，涵盖经济学、法学、教育学、文学、历史学、理学、工学、管理学、艺术学九大学科门类。
学校有国家级特色专业建设点1个、省级特色专业建设点3个、省级实验（实训）教学示范中心3个、省级人才培养模式创新实验区1个、省级精品课程3门、教学成果奖8项。出版发行《巢湖学院学报》。

## 对外交流
学校已同韩国、日本、美国、德国、加拿大、芬兰、智利等多个国家的高校和教育机构建立了校际合作交流关系，其中与韩国、台湾地区高校开展了互派教师和留学生交流学习。

## 知名校友
- 崔勇：现任上海交通大学化学化工学院教授，“长江学者奖励计划”特聘教授。
- 董必荣：现任南京审计大学副校长，1991年毕业于数学专业。
- 黄有璋：现任贵州省赤水市委常委、市人民政府副市长，1989年政史专业毕业。

## 争议
2023年8月，有考生发现收到的巢湖学院录取通知书上有错别字，将报到时间的“9月6日”错写成了“9月6月”。